# Strangalia bonfilsi
Strangalia bonfilsi là một loài bọ cánh cứng trong họ Cerambycidae.